# Ken Shamrock
Kenneth Wayne Shamrock, nato Kenneth Wayne Kilpatrick (Warner Robins, 11 febbraio 1964), è un ex wrestler ed ex artista marziale misto statunitense.
Universalmente riconosciuto come uno dei pionieri delle arti marziali miste, Shamrock è stato il primo detentore dello UFC Superfight Championship, poi divenuto il titolo dei pesi massimi della Ultimate Fighting Championship in seguito all'introduzione delle categorie di peso; è stato inoltre il campione inaugurale della Pancrase.
Shamrock vanta anche un'importante carriera nel mondo del wrestling, avendo militato nella World Wrestling Federation e nella Total Nonstop Action tra fine anni novanta e inizio duemila.
In WWF ha detenuto una volta l'Intercontinental Championship e il World Tag Team Championship (con Big Boss Man), oltre alla dodicesima edizione del King of the Ring (1998), mentre in TNA è stato detentore dell'NWA World Heavyweight Championship.

## Carriera nel wrestling

### World Wrestling Federation

#### Varie faide (1997–1998)
Nel 1997, Shamrock debuttò nella World Wrestling Federation come face nella puntata di Raw del 24 febbraio. Il 23 marzo venne annunciato come "The World's Most Dangerous Man" (l'uomo più pericoloso al mondo) - nome dato da ABC News - dopo aver svolto il ruolo di arbitro speciale nel submission match di WrestleMania 13 tra Bret Hart e Steve Austin. Dopo WrestleMania 13, Shamrock lottò il suo primo match sconfiggendo Vernon White in uno squash match, e iniziò una rivalità con Vader che sconfisse l'11 maggio a In Your House 15: A Cold Day in Hell.
Sempre nel 1997, iniziò una rivalità con The British Bulldog per l'European Championship e il 3 agosto a SummerSlam sconfisse Bulldog per squalifica.

## Personaggio

### Mosse finali
- Ankle lock
- Belly to belly Suplex

### Soprannomi
- "Three Alpha"
- "The World's Most Dangerous Man"

## Titoli e riconoscimenti
- Battle Championship Wrestling
  - BCW Tag Team Champioship (1)
- South Athlantic Pro-Wrestling
  - SAPW Heavyweight Champioship (1)
- Total Nonstop Action
  - NWA World Heavyweight Championship (1)
  - Impact Hall of Fame (2020)
- World Wrestling Federation
  - WWF Intercontinental Championship (1)
  - WWF World Tag Team Championship (1) – con Big Boss Man
  - King of the Ring (edizione 1998)
- Pro Wrestling Illustrated
  - Most Improved Wrestler of the Year (1997)
  - 8º tra i 500 migliori wrestler singoli nella PWI 500 (1998)
  - 226° tra i 500 migliori wrestler singoli nella PWI Years (2003)

## Risultati nelle arti marziali miste
| Risultato | Record  | Avversario             | Metodo                                | Evento                                              | Data              | Round | Tempo | Città             | Note                                                          |
| --------- | ------- | ---------------------- | ------------------------------------- | --------------------------------------------------- | ----------------- | ----- | ----- | ----------------- | ------------------------------------------------------------- |
| Sconfitta | 28-17-2 | Royce Gracie           | KO Tecnico (ginocchiate e pugni)      | Bellator 149                                        | 19 febbraio 2016  | 1     | 2:22  | Houston           |                                                               |
| Sconfitta | 28-16-2 | Kimbo Slice            | KO Tecnico (pugni)                    | Bellator 138                                        | 20 giugno 2015    | 1     | 2:22  | Saint Louis       | Incontro catchweight (232 libbre)                             |
| Sconfitta | 28–15-2 | Mike Bourke            | KO Tecnico (infortunio)               | King of the Cage: Platinum                          | 25 novembre 2010  | 1     | 2:00  | Durban            |                                                               |
| Vittoria  | 28–14-2 | Johnathan Ivey         | Decisione (unanime)                   | USA MMA: Return of the Champions                    | 16 ottobre 2010   | 3     | 5:00  | Lafayette         |                                                               |
| Sconfitta | 27–14-2 | Pedro Rizzo            | KO Tecnico (calci alle gambe e pugni) | Impact FC 2 - The Uprising: Sydney                  | 18 luglio 2010    | 1     | 3:33  | Sydney            |                                                               |
| Vittoria  | 27–13-2 | Ross Clifton           | Sottomissione (armbar)                | WarGods: Valentine's Eve Massacre                   | 13 febbraio 2009  | 1     | 1:00  | Fresno            |                                                               |
| Sconfitta | 26–13-2 | Robert Berry           | KO Tecnico (pugni)                    | Cage Rage 25: Bring it On                           | 8 marzo 2008      | 1     | 3:26  | Londra            |                                                               |
| Sconfitta | 26–12-2 | Tito Ortiz             | KO Tecnico (pugni)                    | Ortiz vs Shamrock 3 - The Final Chapter             | 10 ottobre 2006   | 1     | 2:23  | Hollywood         |                                                               |
| Sconfitta | 26–11-2 | Tito Ortiz             | KO Tecnico (gomitate)                 | UFC 61: Bitter Rivals                               | 8 luglio 2006     | 1     | 1:18  | Las Vegas         |                                                               |
| Sconfitta | 26–10-2 | Kazushi Sakuraba       | KO Tecnico (pugno)                    | Pride 30: Starting Over                             | 23 ottobre 2005   | 1     | 2:27  | Saitama           |                                                               |
| Sconfitta | 26–9-2  | Rich Franklin          | KO Tecnico (pugni)                    | The Ultimate Fighter 1 Finale                       | 9 aprile 2005     | 1     | 2:42  | Las Vegas         |                                                               |
| Vittoria  | 26–8-2  | Kimo Leopoldo          | KO (ginocchiata)                      | UFC 48: Payback                                     | 19 giugno 2004    | 1     | 1:26  | Las Vegas         |                                                               |
| Sconfitta | 25–8-2  | Tito Ortiz             | KO Tecnico (stop medico)              | UFC 40: Vendetta                                    | 22 novembre 2002  | 3     | 5:00  | Las Vegas         | Per il titolo dei Pesi Mediomassimi UFC                       |
| Sconfitta | 25–7-2  | Don Frye               | Decisione (non unanime)               | Pride 19: Bad Blood                                 | 24 febbraio 2002  | 3     | 5:00  | Saitama           |                                                               |
| Vittoria  | 25–6-2  | Sam Adkins             | Sottomissione (kimura)                | WMMAA 1: Megafights                                 | 10 agosto 2001    | 1     | 1:26  | Atlantic City     | Vince il titolo dei Pesi Massimi WMMAA                        |
| Sconfitta | 24–6-2  | Kazuyuki Fujita        | KO Tecnico (stop medico)              | Pride 10: Return of the Warriors                    | 27 agosto 2000    | 1     | 6:46  | Saitama           |                                                               |
| Vittoria  | 24–5-2  | Alexander Otsuka       | KO (pugni)                            | Pride Grand Prix 2000 Finals                        | 1º maggio 2000    | 1     | 9:43  | Tokyo             | Debutto in Pride                                              |
| Vittoria  | 23–5-2  | Brian Johnston         | Sottomissione (forearm choke)         | Ultimate Ultimate 1996                              | 7 dicembre 1996   | 1     | 5:48  | Birmingham        | Torneo Ultimate Ultimate 96, Quarti di finale                 |
| Sconfitta | 22–5-2  | Dan Severn             | Decisione (non unanime)               | UFC 9: Motor City Madness                           | 17 maggio 1996    | 1     | 30:00 | Detroit           | Perde il titolo Superfight UFC                                |
| Vittoria  | 22–4-2  | Kimo Leopoldo          | Sottomissione (kneebar)               | UFC 8: David vs. Goliath                            | 16 febbraio 1996  | 1     | 4:24  | Bayamón           | Difende il titolo Superfight UFC                              |
| Vittoria  | 21–4-2  | Yoshiki Takahashi      | Decisione (punti persi)               | Pancrase: Truth 1                                   | 28 gennaio 1996   | 1     | 20:00 | Yokohama          |                                                               |
| Vittoria  | 20–4-2  | Katsuomi Inagaki       | Sottomissione (triangolo di braccio)  | Pancrase: Eyes Of Beast 7                           | 14 dicembre 1995  | 1     | 3:19  | Sapporo           |                                                               |
| Parità    | 19–4-2  | Oleg Taktarov          | Parità                                | UFC 7: The Brawl in Buffalo                         | 8 settembre 1995  | 1     | 33:00 | Buffalo           | Difende il titolo Superfight UFC                              |
| Vittoria  | 19–4-1  | Larry Papadopoulos     | Sottomissione (achilles lock)         | Pancrase 1995 Neo-Blood Tournament, Round 1         | 22 luglio 1995    | 1     | 2:18  | Tokyo             |                                                               |
| Vittoria  | 18–4-1  | Dan Severn             | Sottomissione (ghigliottina)          | UFC 6: Clash of the Titans                          | 14 luglio 1995    | 1     | 2:14  | Casper            | Vince il titolo Superfight UFC                                |
| Sconfitta | 17-4-1  | Minoru Suzuki          | Sottomissione (kneebar)               | Pancrase: Eyes Of Beast 4                           | 13 maggio 1995    | 1     | 2:14  | Urayasu           | Perde il titolo King of Pancrase                              |
| Parità    | 17–3-1  | Royce Gracie           | Parità                                | UFC 5: The Return of the Beast                      | 7 aprile 1995     | 1     | 36:00 | Charlotte         | Per il titolo Superfight UFC                                  |
| Vittoria  | 17-3    | Bas Rutten             | Sottomissione (kneebar)               | Pancrase: Eyes Of Beast 2                           | 10 marzo 1995     | 1     | 1:01  | Yokohama          | Difende il titolo King of Pancrase                            |
| Vittoria  | 16-3    | Leon Dijk              | Sottomissione (heel hook)             | Pancrase: Eyes Of Beast 1                           | 26 gennaio 1995   | 1     | 4:45  | Nagoya            |                                                               |
| Vittoria  | 15-3    | Manabu Yamada          | Decisione (unanime)                   | Pancrase: King of Pancrase Tournament Second Round  | 17 dicembre 1994  | 1     | 30:00 | align='left'Tokyo | Vince il torneo King of Pancrase e il titolo King of Pancrase |
| Vittoria  | 14-3    | Masakatsu Funaki       | Sottomissione (triangolo di braccio)  | Pancrase: King of Pancrase Tournament Second Round  | 17 dicembre 1994  | 1     | 5:50  | Tokyo             | Torneo King of Pancrase, Semifinale                           |
| Vittoria  | 13-3    | Maurice Smith          | Sottomissione (triangolo di braccio)  | Pancrase: King of Pancrase Tournament Opening Round | 16 dicembre 1994  | 1     | 4:23  | Tokyo             | Torneo King of Pancrase, Quarti di finale                     |
| Vittoria  | 12-3    | Alex Cook              | Sottomissione (heel hook)             | Pancrase: King of Pancrase Tournament Opening Round | 16 dicembre 1994  | 1     | 1:31  | Tokyo             | Torneo King of Pancrase, Primo turno                          |
| Vittoria  | 11-3    | Takaku Fuke            | Sottomissione (rear naked choke)      | Pancrase: Road To The Championship 5                | 15 ottobre 1994   | 1     | 3:13  | Tokyo             |                                                               |
| Vittoria  | 10–3    | Felix Mitchell         | Sottomissione (rear naked choke)      | UFC 3: The American Dream                           | 9 settembre 1994  | 1     | 4:34  | Charlotte         | Torneo UFC 3, Semifinale                                      |
| Vittoria  | 9–3     | Christophe Leininger   | Sottomissione (pugni)                 | UFC 3: The American Dream                           | 9 settembre 1994  | 1     | 4:49  | Charlotte         | Torneo UFC 3, Quarti di finale                                |
| Sconfitta | 8–3     | Masakatsu Funaki       | Sottomissione (rear naked choke)      | Pancrase: Road To The Championship 4                | 1º settembre 1994 | 1     | 2:30  | Osaka             |                                                               |
| Vittoria  | 8–2     | Bas Rutten             | Sottomissione (rear naked choke)      | Pancrase: Road To The Championship 3                | 26 luglio 1994    | 1     | 16:42 | Tokyo             |                                                               |
| Vittoria  | 7–2     | Matt Hume              | Sottomissione (keylock)               | Pancrase: Road To The Championship 2                | 6 luglio 1994     | 1     | 5:50  | Amagasaki         |                                                               |
| Vittoria  | 6–2     | Ryushi Yanagisawa      | Sottomissione (heel hook)             | Pancrase: Pancrash! 3                               | 21 aprile 1994    | 1     | 7:30  | Osaka             |                                                               |
| Sconfitta | 5–2     | Minoru Suzuki          | Sottomissione (heel hook)             | Pancrase: Pancrash! 1                               | 19 gennaio 1994   | 1     | 7:37  | Yokohama          |                                                               |
| Vittoria  | 5–1     | Andre Van Den Oetelaar | Sottomissione (heel hook)             | Pancrase: Yes, We Are Hybrid Wrestlers 4            | 8 dicembre 1993   | 1     | 1:04  | Fukuoka           |                                                               |
| Sconfitta | 4–1     | Royce Gracie           | Sottomissione (rear naked choke)      | UFC 1: The Beginning                                | 12 novembre 1993  | 1     | 0:57  | Denver            | Torneo UFC 1, Semifinale                                      |
| Vittoria  | 4–0     | Patrick Smith          | Sottomissione (heel hook)             | UFC 1: The Beginning                                | 12 novembre 1993  | 1     | 1:49  | Denver            | Torneo UFC 1, Quarti di finale                                |
| Vittoria  | 3–0     | Takaku Fuke            | Sottomissione (rear naked choke)      | Pancrase: Yes, We Are Hybrid Wrestlers 3            | 8 novembre 1993   | 1     | 0:44  | Kōbe              |                                                               |
| Vittoria  | 2–0     | Yoshiki Takahashi      | Sottomissione (heel hook)             | Pancrase: Yes, We Are Hybrid Wrestlers 2            | 14 ottobre 1993   | 1     | 12:23 | Nagoya            |                                                               |
| Vittoria  | 1–0     | Masakatsu Funaki       | Sottomissione (rear naked choke)      | Pancrase: Yes, We Are Hybrid Wrestlers 1            | 21 settembre 1993 | 1     | 6:15  | Urayasu           | Debutto in Pancrase                                           |